# Jan Spitzer
Jan Spitzer (Sangerhausen, 16 maggio 1947 – Berlino, 4 novembre 2022) è stato un attore, doppiatore e cantante tedesco.

## Biografia
Spitzer si è formato come attore tra il 1965 e il 1968 presso l'Accademia d'Arte Drammatica Ernst Busch di Berlino. Già da studente, interpretò il ruolo di protagonista nel film Abschied del 68.
Nella prima metà degli anni Settanta, Spitzer fu attivo come cantante.
Nel 1970, il suo singolo Wer bist du? fu pubblicato dall'etichetta discografica AMIGA. Nel 1974 duetta con Beate Barwandt nella canzone So halte mich.
Il 9 novembre 2022, l'agenzia portavoce di Jan Spitzer annuncia la sua morte, avvenuta il 4 novembre 2022 all'età di 75 anni

## Filmografia

### Cinema
- Abschied - regia di Egon Günther (1968)
- Jungfer, Sie gefällt mir - regia di Günter Reisch (1969)
- Verspielte Heimat - regia di Claus Dobberke (1971)
- Philipp, der Kleine - regia di Herrmann Zschoche (1976)
- Der Hasenhüter - regia di Ursula Schmenger (1977)
- Deposito per un anno (Bürgschaft für ein Jahr) - regia di Herrmann Zschoche (1981)
- Niemand ist eine Insel - regia di Carlo Rola - film TV (2011)

### Televisione
- Junge Frau von 1914 - regia di - film TV (1970)
- Broddi - regia di Ulrich Thein - film TV (1975)

## Doppiaggio

### Film
- Harry Groener in Patch Adams
- J. K. Simmons in Gioco d'amore, Juno, Burn After Reading - A prova di spia, New in Town, I Love You, Man, Tra le nuvole, Men, Women & Children, Terminator Genisys, L'uomo di neve, Justice League, City of Crime, Ghostbusters: Legacy
- Chris Cooper in American Beauty, Io, me & Irene, The Bourne Identity, Il ladro di orchidee, Seabiscuit - Un mito senza tempo, Truman Capote - A sangue freddo, Syriana, Jarhead, The Amazing Spider-Man 2 - Il potere di Electro, Piccole donne
- Danny Trejo in Spy Kids, Salton Sea - Incubi e menzogne, Missione 3D - Game Over
- Lee Arenberg in La maledizione della prima luna, Pirati dei Caraibi - La maledizione del forziere fantasma, Pirati dei Caraibi - Ai confini del mondo
- Rob Schneider in Cambia la tua vita con un click
- Robert Foxworth in Transformers[2]
- James Brolin in Burlesque
- Riccardo Montalban in Pixels
- Sam Elliott in  A Star Is Born
- John Finn in Ad Astra
- Richard Carter in Mad Max: Fury Road
- Ciarán Hinds in Bleed - Più forte del destino

### Serie televisive
- Robert O'Reilly in Star Trek: The Next Generation
- James Pickens Jr. in X-Files
- Billy Drago in Streghe
- Tim Curry in Mighty Ducks
- Mark Margolis in Californication
- Steven Berkoff in  I figli di Dune
- Dave Florek in Ned - Scuola di sopravvivenza
- James Remar in Dexter
- Joe Mantegna in Criminal Minds
- Brad Garrett in Til Death - Per tutta la vita
- Michael Shamus Wiles in Breaking Bad
- Patrick Swayze in The Beast
- Ciarán Hinds in Il Trono di Spade
- Danny John-Jules in Delitti in Paradiso
- Bruce Campbell in  Ash vs Evil Dead

### Film d'animazione
- Darkrai in Pokémon: L'ascesa di Darkrai
- Martian Manhunter in Justice League - La crisi dei due mondi
- Fleetwood Yak in Rock Dog

### Serie televisive d'animazione
- Mr. O’Sullivan in Una scuola per cambiare
- Allo in Dinosaucers
- Stregone del Toro in Dragon Ball, Dragon Ball Z
- Megatron in Beast Machines: Transformers, Transformers Animated
- Prof in Animaniacs, Pinky and the Brain, Pinky, Elmyra & the Brain, Freakazoid!
- Dottor Drakken in Kim Possible
- Armaggetron in Teenage Robot
- Jafar in House of Mouse - Il Topoclub
- Splinter in Tartarughe Ninja
- Deathstroke in Teen Titans
- Red in Invader Zim
- Lewis Halberton in Mobile Suit Gundam SEED
- Man-At-Arms in He-Man and the Masters of the Universe
- Skelly T in Ruby Gloom
- Professor Igor in Kappa Mikey
- Zizrar in Johnny Test
- Ratchet in Transformers: Prime
- Kraven in The Spectacular Spider-Man
- Earl in Piovono polpette

### Videogiochi
- Xemmas in Kingdom Hearts II
- Volteer in The Legend of Spyro: A New Beginning, The Legend of Spyro: The Eternal Night
- Lynch in Kane & Lynch: Dead Men
- James Gordon in Batman: Arkham Origins, Batman: Arkham Knight, Lego Dimensions